# Oblivion Lost
Oblivion Lost je zrušená first-person počítačová střílečka, kterou připravovala ukrajinská vývojářská herní společnost GSC Game World. Hra měla fungovat na vlastním X-Ray enginu. Vývoj herního enginu začala v roce 1999, herní obsah byl vytvořen v polovině roku 2000, oznámení hry proběhlo 13. listopadu 2001 a vydání bylo naplánována na 1. až 2. kvartál 2003. Vývoj hry byl zastaven z důvodu změny koncepce v únoru 2002, přičemž oznámení o konci vývoje hry proběhlo 27. března.

## Děj
Děj hry se měl odehrávat v daleké budoucnosti, ve které existují obrovské intergalaktické říše, mocné korporace, přičemž technologie dosahují neuvěřitelného vývoje. Syžet hry vypráví o nově objeveném způsobu přemisťování ve vesmíru pomocí hyperprostorostových tunelů, které spolu propojují konkrétní planety a umožňují cestovat do dříve neznámých světů. Skupina elitních vojáků, známých jako Stopaři (rusky Следопыты), měli tu čest stát se objeviteli. Hlavním úkolem hráče je prozkoumat nové planety a zjistit, zda jsou vhodné pro další kolonizaci.
Novináři si všimli velké podobnosti s filmem Hvězdná brána roku 1994.